# Tâmboești
Tâmboești es una comuna ubicada en el distrito de Vrancea, Rumania.

## Superficie
Posee una superficie de 25,31 kilómetros cuadrados.

## Demografía
Hasta 2021 la población era de 3151 habitantes, con una densidad de población de 124,5 habitantes por kilómetro cuadrado.